# Südostasienspiele 1997/Badminton
Titelträger im Badminton wurden bei den Südostasienspielen 1997 in Jakarta in fünf Einzel- und zwei Mannschaftsdisziplinen ermittelt. Die Spiele fanden vom 11. bis zum 19. September 1997 statt. Es wurden Platzierungsspiele um den 3. Platz durchgeführt, wobei Yong Hock Kin, Zarinah Abdullah, Khunakorn Sudhisodhi / Kitipon Kitikul,  Jaroensiri Somhasurthai / Saralee Thungthongkam und Cheah Soon Kit / Norhasikin Amin in diesen Spielen unterlagen und mit Platz 4 vorliebnehmen mussten.

## Medaillengewinner
| Disziplin    | Gold | Silber | Bronze |
| ------------ | --- | --- | --- |
| Herreneinzel | Heryanto Arbi                                                                                                | Ong Ewe Hock | Joko Suprianto |
| Dameneinzel  | Mia Audina                                                                                                   | Meiluawati | Pornsawan Plungwech |
| Herrendoppel | Candra Wijaya Sigit Budiarto                                                                                 | Ricky Subagja Rexy Mainaky | Siripong Siripool Pramote Teerawiwatana |
| Damendoppel  | Eliza Nathanael Zelin Resiana                                                                                | Indarti Issolina Deyana Lomban | Amparo Lim Kennie Asuncion |
| Mixed        | Candra Wijaya Eliza Nathanael                                                                                | Tri Kusharyanto Minarti Timur | Chew Choon Eng Ang Li Peng |
| Herrenteam   | Indonesien Heryanto Arbi Indra Wijaya Joko Suprianto Sigit Budiarto Candra Wijaya Rexy Mainaky Ricky Subagja | Malaysia Ong Ewe Hock Yong Hock Kin Jason Wong Chew Choon Eng Lee Chee Leong Tan Kim Her Rosman Razak                               | Thailand Apichai Thiraratsakul Natapon Sarawan Anupap Thiraratsakul Pramote Teerawiwatana Siripong Siripool Khunakorn Sudhisodhi Kitipon Kitikul Krid Chuaynarong |
| Damenteam    | Indonesien Susi Susanti Mia Audina Meiluawati Eliza Nathanael Zelin Resiana Indarti Issolina Deyana Lomban   | Thailand Pornsawan Plungwech Thitikan Duangsiri Natsaran Boorowametee Saralee Thungthongkam Ticha Boonyarak Jaroensiri Somhasurthai | Malaysia Lee Yin Yin Ishwari Boopathy Woon Sze Mei Chong Nga Fan Ang Li Peng Norhasikin Amin                                                                      |

## Medaillenspiegel
| Platz | Land        | Gold | Silber | Bronze | Gesamt |
| ----- | ----------- | ---- | ------ | ------ | ------ |
| 1     | Indonesien  | 7    | 4      | 1      | 12     |
| 2     | Malaysia    | -    | 2      | 2      | 4      |
| 3     | Thailand    | -    | 1      | 3      | 4      |
| 4     | Philippinen | -    | -      | 1      | 1      |

## Referenzen
- https://www.worldbadminton.com/shuttlenws/19971016.html
- https://www.worldbadminton.com/shuttlenws/19971017a.html
- https://www.worldbadminton.com/shuttlenws/19971018.html